# Ли Ха Ын
Ли Ха Ын, также известен по своему титулу Хынсон-тэвонгун (великий принц Хынсон) (21 декабря 1820 — 22 февраля 1898) — корейский принц-регент, в 1863—1873 годах правил за своего малолетнего сына Ли Джэхвана, который был возведён на престол под именем Коджон.
Проводил политику, направленную на усиление централизации государства, для чего провёл реформу государственных учреждений, подчинив их центральным ведомствам; боролся с сепаратизмом крупных феодалов, упразднил ряд храмов славы (совон), служивших оплотом их власти; в целях возвеличения королевской власти восстановил королевский дворец Кёнбоккун.

## Биография

### Происхождение
Десятилетие правления Тэвонгуна запомнилось современникам как время реформ, характер которых связан как с объективными требованиями эпохи, так и с некоторыми особенностями личности реформатора. Представитель боковой ветви государева дома, выходец из относительно бедной семьи, Ли Ха Ын провёл детство и юность в общении с сеульскими низами и пользовался большой популярностью среди рыночных «удальцов» (группы, вымогавшие деньги у торговцев за «защиту») за силу и отвагу. Жизнь среди низов дала ему чёткое представление о реальном положении масс и их нуждах, совершенно отсутствовавшее у абсолютного большинства влиятельных бюрократов того времени, полностью оторванных от народного быта. В то же время, как член янбанского сословия, Тэвонгун получил ортодоксальное конфуцианское образование, прекрасно рисовал и сочинял стихи на классическом китайском языке. Среди членов семьи Тэвонгуна и приближённых фактического правителя страны было немало католиков (включая любимую няню Коджона), и Тэвонгун, соприкасаясь с католическими кругами, имел достаточно полную информацию о масштабах европейского проникновения в Дальневосточный регион и серьёзности их вызова конфуцианским традициям. Сам Тэвонгун, однако, к католицизму относился резко отрицательно, видя в призывах к «равенству всех перед Богом» идеологию антиправительственного сопротивления и считая дальневосточных христиан — как китайских, так и корейских — потенциальной «пятой колонной» европейских агрессоров.

### Приход к власти

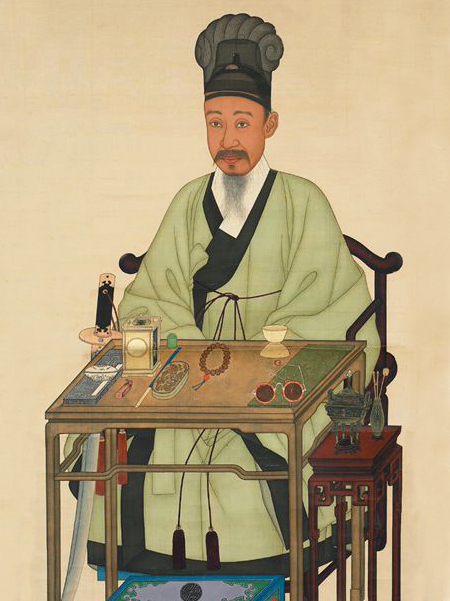
Портрет 1869 года.

С приходом в 1863 году к власти, Тэвонгун начал реформы с серьёзных перемен в кадровой политике, продолжавших линию Ёнджо и Чонджо на «равноудалённость» от партийных распрей. Некоторые члены кланов Андонских Кимов и Пхунъянских Чо — соглашение с которыми и дало Тэвонгуну в руки бразды правления — были оставлены у власти, однако в целом монополии этой группы на высшие посты был положен конец. К службе на ключевых должностях стали привлекаться способные и хорошо зарекомендовавшие себя люди, вне зависимости от «партийной» принадлежности, связей и даже экзаменационных успехов. Большую популярность сразу же получили в народе и жёсткие мероприятия новой власти, направленные на пресечение коррупции и злоупотреблений. Для усиления борьбы с коррупцией систематизировано было законодательство — все указы, выпущенные в течение несколько десятилетий, были объединены в новый, дополнительный кодекс «Тэджон Хветхон» (1866). Эти реформы Тэвонгуна, нормализовавшие в какой-то степени работу администрации и способствовавшие дальнейшему расшатыванию сословных перегородок, удовлетворили насущные нужды широких слоёв населения и принесли немалую популярность новому режиму.

### Внутренняя политика

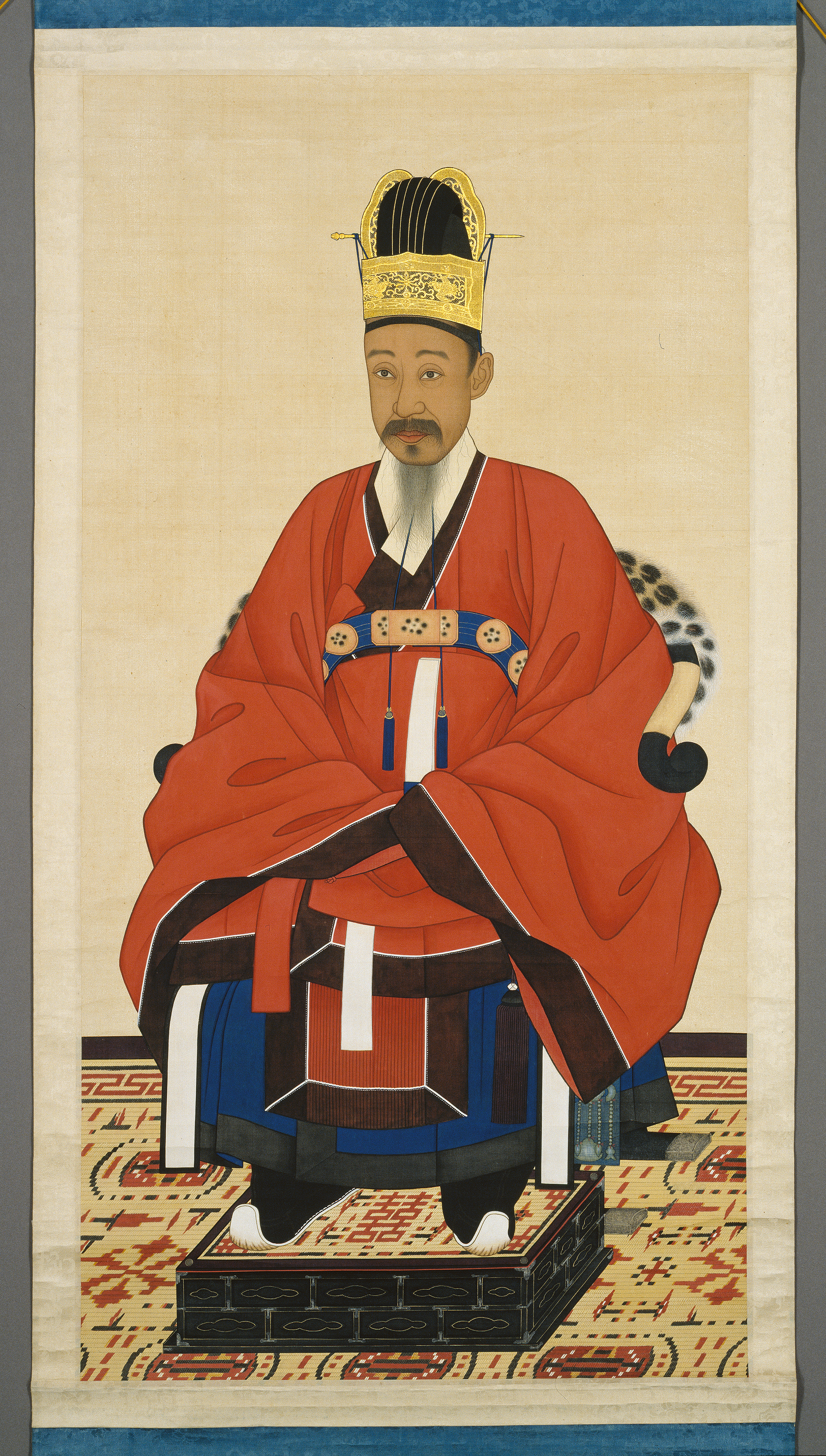
Большой суд Конфуция

Однако целый ряд мер Тэвонгуна, рассчитанный на укрепление престижа и авторитета центральной власти, вряд ли мог быть особенно популярным. Среди них, прежде всего, следует назвать перестройку в 1865—1867 годов центрального сеульского дворца Кёнбоккун, сожжённого во время Имджинской войны и с тех пор практически не восстанавливавшегося. Не ограничившись сгоном на строительные работы более 30 тысяч крестьян и ремесленников (преимущественно из столичной провинции), Тэвонгун для финансирования строительства прибег как к выколачиванию «добровольных» пожертвований с зажиточных слоёв населения, так и к намеренной порче монеты и введению в обращение китайских денег по завышенной стоимости. Результатом массовых мобилизаций, инфляции и бешеного роста цен было серьёзное ухудшение реального положения значительной части населения, которое практически свело на нет определённые позитивные результаты затеянной Тэвонгуном реорганизации административной системы. Восстановленный к 1867 году дворец, вместо того, чтобы укрепить престиж государевой власти, символизировал для масс янбанскую эксплуатацию и произвол. То, что строительство роскошного дворца происходило на фоне не прекращавшихся наводнений и эпидемий, лишь подливало масла в огонь народного гнева.
Желая перевести возмущение масс в русло ксенофобских, антихристианских и антиевропейских эмоций, Тэвонгун начал в 1866 году, услышав о преследовании католиков в китайской провинции Сычуань, беспрецедентную по масштабам и жестокости «охоту» на французских миссионеров и их паству, замучив девятерых (из 12 нелегально находившихся в стране) французских священников и более 8 тысяч корейских христиан, а также подвергнув публичному сожжению христианские книги и предметы культа. Популярность христианства — связанную, прежде всего, с накопившимся в массах чувством протеста против системы внеэкономической эксплуатации и полицейского контроля — эти варварские меры совершенно не уменьшили. Однако важным их последствием, — серьёзности которого Тэвонгун, по-видимому, не предвидел, — было то, что они дали как Франции, так и другим европейским державам желанный предлог для вмешательства в корейские дела и прямой агрессии против Кореи, ставшей практически последним оплотом неоконфуцианского изоляционизма в регионе.

### Внешняя политика
Одновременно проводил политику строгой внешнеполитической изоляции: укрепил армию, стал оснащать её новейшим японским оружием, реорганизовал военную систему, преобразовал береговую охрану, заселил пограничные районы Мусан и Хучхан (Северная Корея). Опираясь на патриотизм народа, Тэвонгуну удалось отразить нападение военных эскадр Франции (1866 год) и США (1871 год), пытавшихся силой открыть корейские порты. В годы правления Тэвонгуна возрос военный налог (1865), были введены дополнительные налоги, что привело к ухудшению положения народных масс, участились крестьянские восстания (1869, 1870 и др.).

### Отстранение от власти
В 1873 году Ли Ха Ын был отстранён от власти королевой Мин, супругой Коджона.
Однако, в 1882 году Тэвонгун на короткое время вернулся к власти после инцидента Имо. Но вскоре был похищен и доставлен в Китай по приказу Юань Шикая. Таким образом Юань Шикай сорвал возвращение Тэвонгуна к власти. Лишь четыре года спустя Тэвонгун вернулся в Корею. После своего возвращения он жил в своём особняке в центре Сеула, недалеко от королевского дворца.

## Жёны и дети
с 1831 года Сунмок-тевонби (Мин Ёхын, кор. 순목 대원비 민씨, 3 февраля 1818 — 8 января 1898), с титулом пудэбуин (кор.부대부인, Её Королевское Высочество), из клана Йохынских Минов дети:
- Ли Джэ Мён, Хынчин-ван (кор.이재면, 흥친왕, 22 августа 1845 — 9 сентября 1912)

- Ли Мён Бок, Коджон-ван (кор.이명복, 고종, 8 сентября 1852 — 21 января 1919)

- Неизвестная по имени дочь (?-1869)

- Неизвестная по имени дочь (?-1899)

Ке Сон Воль (кор. 계성월), дети:
- Ли Джэ Сон, Ванъун-гун (кор. 이재선, 완은군, 1 августа 1842 — 27 октября 1881)
- Неизвестная по имени дочь (?-1869)

Чхусон (кор. 추선, ?- 1885)
Со (кор. 서, ? — 7 января 1914)
Чин Чхэ Сон (кор. 진채선, 1842/1847 — ?)